# Tórtora cucut becfina
La tórtora cucut becfina (Macropygia amboinensis) és una espècie d'ocell de la família dels colúmbids (Columbidae) que habita boscos de Sulawesi i illes properes, cap a l'est, a través de les Moluques, illes Aru, Nova Guinea i la major part de les illes des de Raja Ampat cap a l'est fins es arxipèlags D'Entrecasteaux, Louisiade i Bismarck. Va ser una de les tres noves espècies definides quan l'espècie primitiva Macropygia amboinensis es va separar el 2016 i conserva el binomi llatí de l'antiga espècie.

## Descripció
La tórtora cucut becfina mesura uns 35-37 centímetres de llarg. És de marró i de cua llarga amb el cap marró pàl·lid i les parts inferiors i les parts superiors més fosques de color marró fosc. El mascle mostra una franja en el pit i un pàl·lid pegat iridescent al coll. Les femelles mostren una àmplia franja al coll. Són més grossos que la tórtora cucut becnegra (M. nigrirostris) i més pàl·lid a la part inferior, sense franges en la cua. També és més grossa que la tórtora cucut de Mackinlay (M. mackinlayi) però sense tanques en el pit. Tanmateix, és més petita que la tórtora cuallarga de Reinwardt (Reinwardtoena reinwardti) amb la part inferior marró, a diferència d'aquesta espècie. El cant és un incessant “bop-bop-bop-bop”.

## Distribució i hàbitat
Habita en boscos i els seus límits i en jardins des del nivell del mar fins als contraforts.

## Taxonomia
El 1760 el zoòleg francès Mathurin Jacques Brisson va incloure una descripció d'aquesta espècie en la seva obra de sis volums Ornithologie basat en un espècimen recollit a l'illa d'Ambon, una de les illes Moluques  d'Indonèsia. Va utilitzar el nom francès “La tourterelle d'Amboine” i el llatí Turtur amboinensis. Tot i que Brisson va encunyar noms llatins, aquests no s'ajusten a la nomenclatura binomial i no són reconeguts per la Comissió Internacional de Nomenclatura Zoològica. Quan el 1766 el naturalista suec Carl Linnaeus va actualitzar el seu “Systema Naturae” en la dotzena edició, va afegir 240 espècies que havien estat descrites prèviament per Brisson. Un d'elles era tórtora cucut becfina que va incloure junt amb tots els altres coloms del gènere Columba. Linné va incloure una breu descripció, va encunyar el nom binomial Columba amboinensis i va citar el treball de Brisson. L'espècie ara es troba dins el gènere Macropygia que va ser introduïda el 1837 pel naturalista anglès William John Swainson.
Anteriorment la tórtora cucut becfina era considerada com a coespecífic amb la tórtora cuco sultà (Macropygia doreya). L'espècie es va dividir basant-se en una anàlisi de les vocalitzacions publicades el 2016.
Es reconeixen nou subespècies:
- M. a. amboinensis (Linnaeus, 1766) - Moluques centrals: Buru, Seram, Ambon i Seram Laut.
- M. a. admiralitatis (Mayr, 1937) - Illa Admiralty.
- M. a. carteretia (Bonaparte, 1854) - Arxipèlag de Bismarck (excepte les illes de l'Almirallat). Inclou M. a. hueskeri (Mayr & Diamond, 2001).
- M. a. keyensis (Salvadori, 1876) - Illes Kai.
- M. a. maforensis (Salvadori, 1878) - Illa Numfor.
- M. a. griseinucha (Salvadori, 1876) - Mios Num.
- M. a. meeki (Rothschild & Hartert, 1915) - Illa de Manam.
- M. a. cinereiceps (Tristram, 1889) -Illes D'Entrecasteaux. Inclou M. a. goldiei i M. a. kerstingi (Mayr 1941, Mees 1982)
- M. a. cunctata (Hartert, 1899) - Arxipèlag Louisiade (Misima, Tagula i Rossel).